# Volby prezidenta Francie 1848
Prezidentské volby ve Francii roku 1848 se konaly 10. a 11. prosince, kdy byl zvolen první a jediný prezident druhé republiky, Charles Louis Napoleon Bonaparte se ziskem více než 5,4 milionu hlasů (74 %). Šlo o historicky první a na dlouhou dobu poslední přímou volbu prezidenta v Evropě a zároveň poslední přímou prezidentskou volbu ve Francii až do francouzských prezidentských voleb v roce 1965. Zvolený prezident se ujal úřadu 20. prosince 1848.

## Předchozí události
Poté, co král zakročil proti podpoře reformy volebního práva, došlo 21. února 1848 v Paříži k veřejným protestům, které se rychle změnily v nepokoje a posléze se změnily v revoluční hnutí. Ve dnech 23. a 24. února propukly silné pouliční boje na barikádách mezi povstalci a královskými oddíly. Dne 24. února byl k demisi donucen neoblíbený premiér François Guizot. Krátce poté abdikoval i sám král Ludvík Filip a uprchl do exilu do Velké Británie. Následně byla ustavena dočasná vláda pod vedením liberálního politika Alphonse de Lamartina a byla vyhlášena Druhá republika. Dne 4. listopadu 1848 schválilo Národní shromáždění novou ústavu.

## Volební systém
Prezident byl volen tajným a přímým hlasováním všech voličů francouzských departementů a Alžírska. Ke zvolení bylo nutné získat nadpoloviční většinu všech hlasů a současně alespoň dva miliony hlasů. Pokud by žádný kandidát toto nesplnil, zvolilo by Národní shromáždění prezidentem republiky jednoho z pěti nejúspěšnějších kandidátů z lidového hlasování, a to nadpoloviční většinou hlasů. Po volbách mělo Národní shromáždění zvolit viceprezidenta, a to ze tří kandidátů, které měl předložit zvolený prezident do měsíce po volbách.

## Hlasování

### Volba prezidenta
- lidové hlasování 10. a 11. prosince 1848

| Kandidát                         | Strana                | Počet hlasů | %     |
| -------------------------------- | --------------------- | ----------- | ----- |
| Charles Louis Napoleon Bonaparte | Bonapartisté          | 5 434 226   | 74,33 |
| Louis-Eugène Cavaignac           | Umírnění republikáni  | 1 448 107   | 19,81 |
| Alexandre Auguste Ledru-Rollin   | La Montagne           | 370 119     | 5,06  |
| François-Vincent Raspail         | Socialisté            | 36 920      | 0,50  |
| Alphonse de Lamartine            | Liberálové            | 17 210      | 0,24  |
| Nicolas Changarnier              | Monarchisté           | 4 790       | 0,07  |
| Celkem platných hlasů            | Celkem platných hlasů | 7 311 372   | 100   |

| \| Hlasování \| Hlasování \| Hlasování \| Hlasování \| Hlasování \| \| ------------ \| ------------ \| --------- \| --------- \| --------- \| \| \| \| \| \| \| \| Bonaparte \| Bonaparte \| \| 74,33 % \| 74,33 % \| \| Cavaignac \| Cavaignac \| \| 19,81 % \| 19,81 % \| \| Ledru-Rollin \| Ledru-Rollin \| \| 5,06 % \| 5,06 % \| \| Ostatní \| Ostatní \| \| 0,8 % \| 0,8 % \| |              |  |         |         |
| Hlasování |              |  |         |         |
| |              |  |         |         |
| Bonaparte | Bonaparte    |  | 74,33 % | 74,33 % |
| Cavaignac | Cavaignac    |  | 19,81 % | 19,81 % |
| Ledru-Rollin | Ledru-Rollin |  | 5,06 %  | 5,06 %  |
| Ostatní | Ostatní      |  | 0,8 %   | 0,8 %   |

### Volba viceprezidenta
- parlamentní hlasování 20. ledna 1849

| Kandidát                           | Počet hlasů | %     |
| ---------------------------------- | ----------- | ----- |
| Henri Georges Boulay de la Meurthe | 417         | 60,00 |
| Achille Baraguey d’Hilliers        | 1           | 0,14  |
| Alexandre-François Vivien          | 277         | 39,86 |
| Celkem platných hlasů              | 695         | 100   |

## Galerie

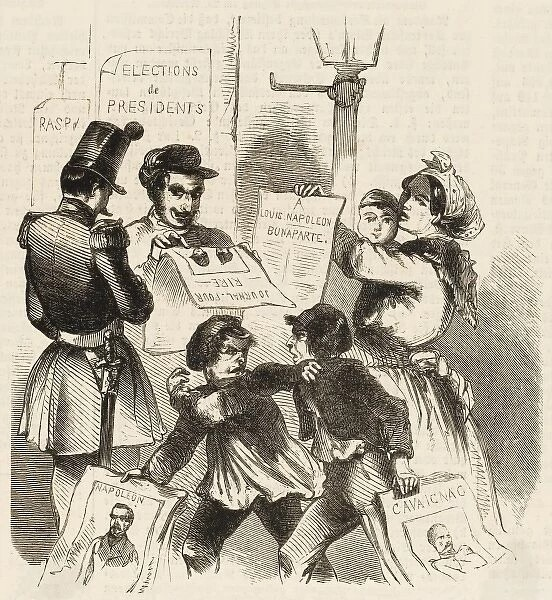
Karikatura z dobového tisku, zobrazující dva peroucí se chlapce, z nichž jeden drží plakát Bonaparta a druhý Cavaignaca
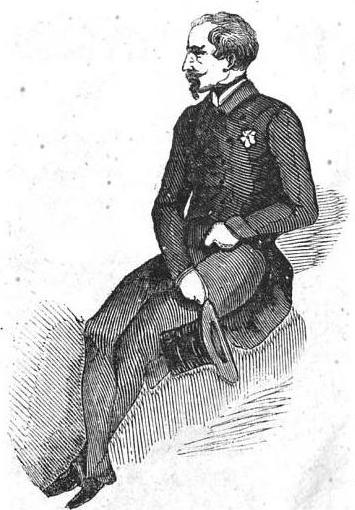
Kandidát Ludvík Bonaparte
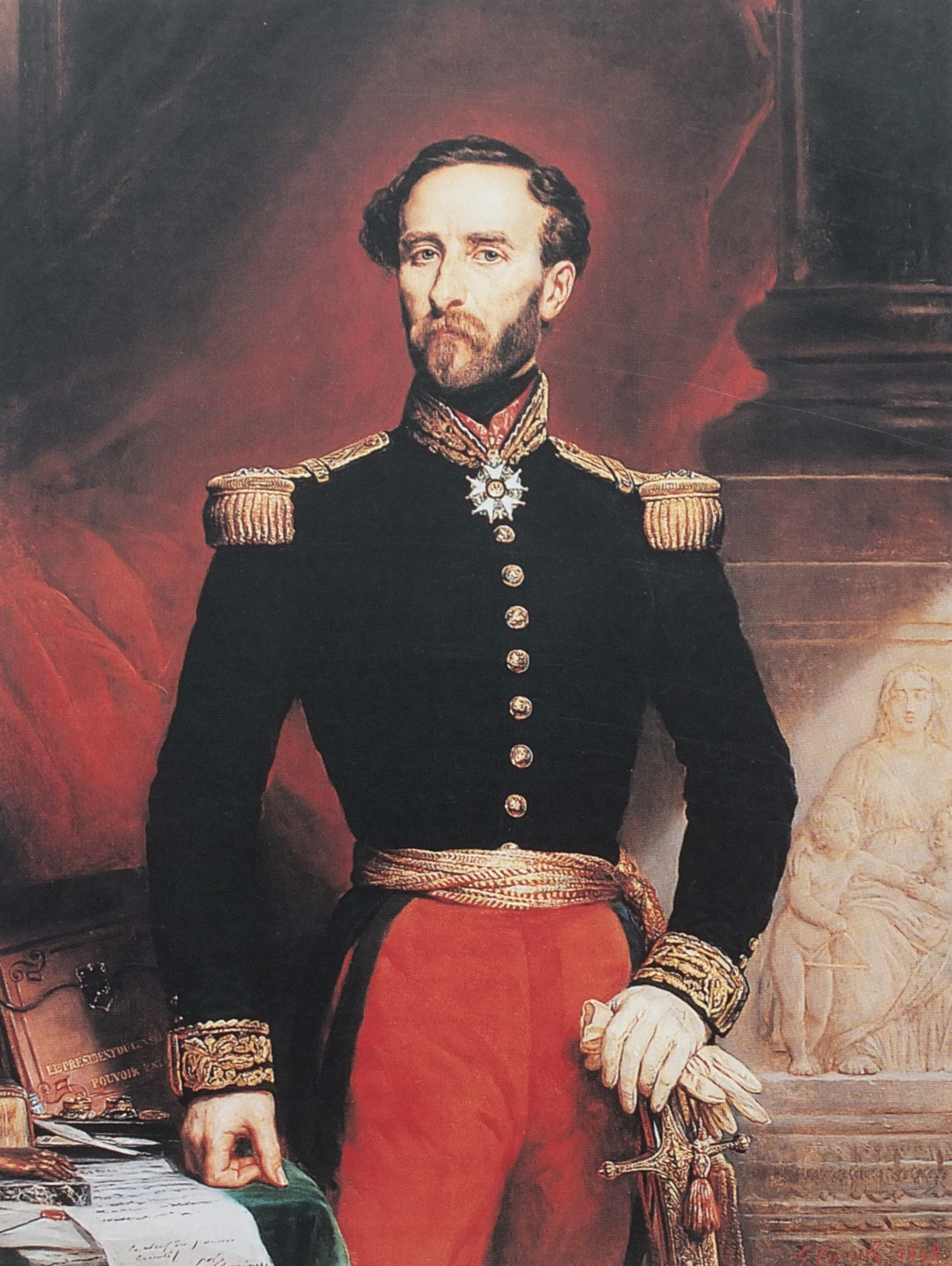
Kandidát Eugène Cavaignac
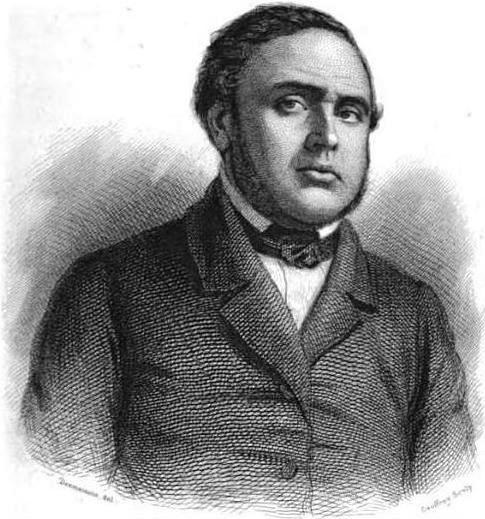
Kandidát Ledru-Rollin
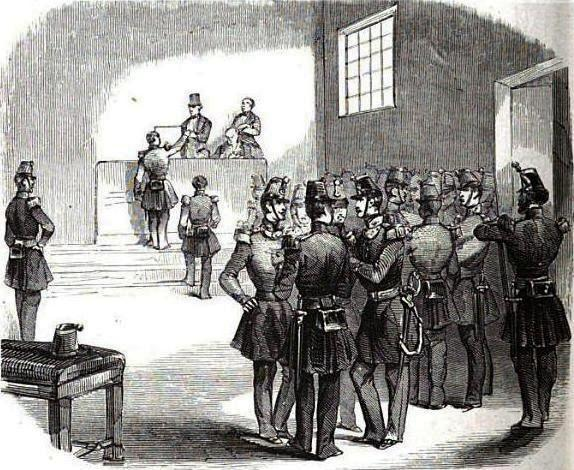
Vojáci hlasující ve volbách, 10. prosince 1848
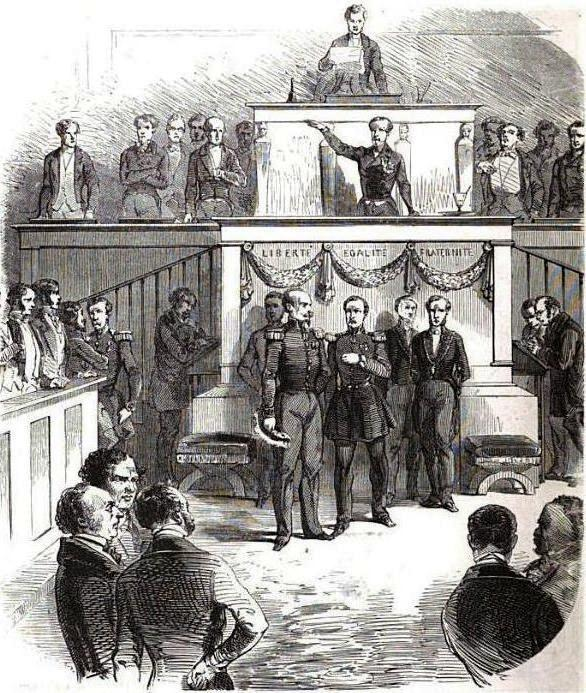
Zvolený prezident skládá slib, 20. prosince 1848
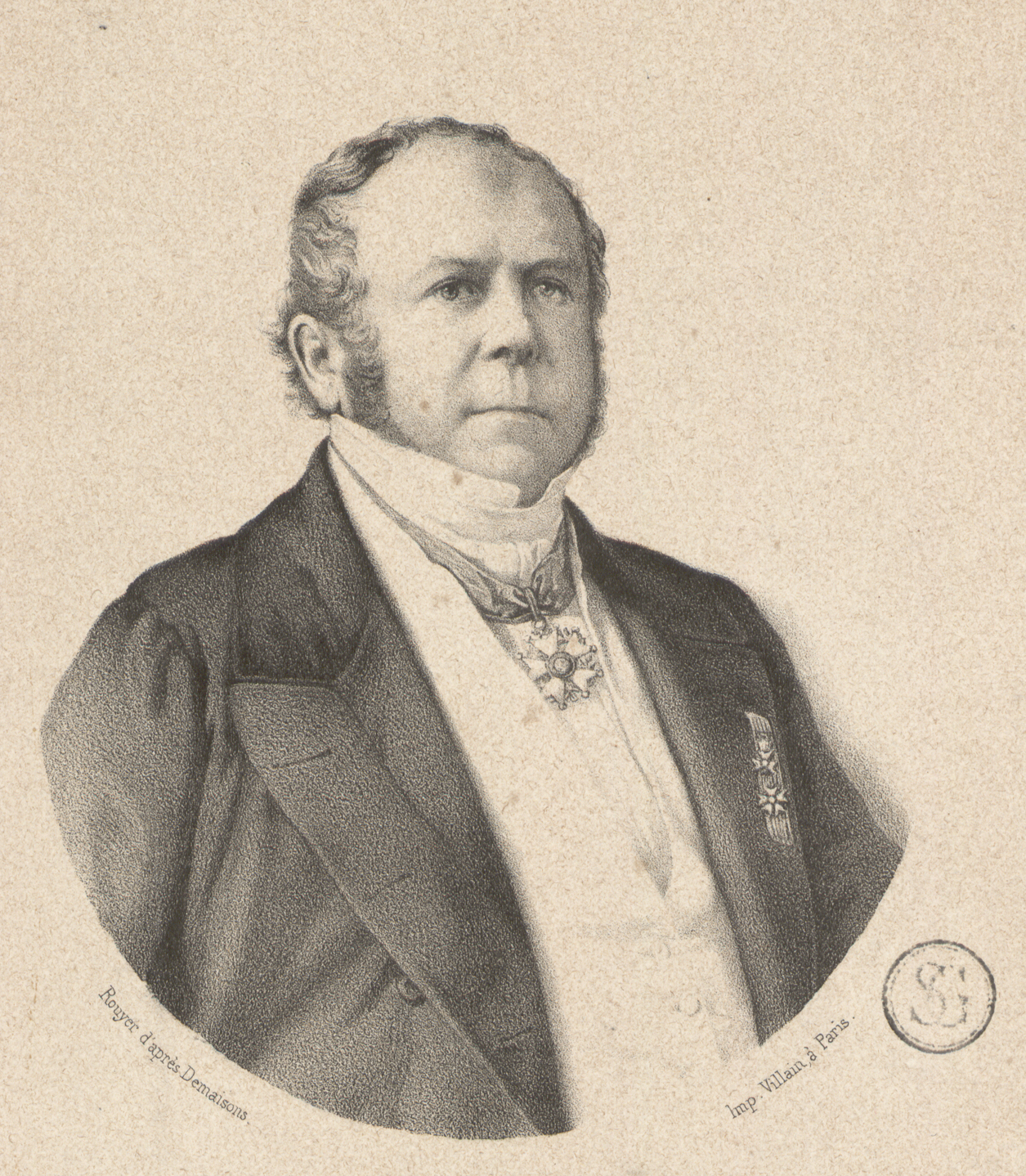
Zvolený viceprezident Henri de la Meurthe